# Livingston, Montana
Livingston är administrativ huvudort i Park County i Montana. Orten fick sitt namn efter järnvägsdirektören Crawford Livingston.

## Kända personer från Livingston
- Torey Hayden, psykolog och författare
- Pete Lovely, racerförare
- Lester Thurow, nationalekonom